# New Zealand Tertiary Education Union Te Hautū Kahurangi o Aotearoa
Die New Zealand Tertiary Education Union Te Hautū Kahurangi o Aotearoa (TEU) ist eine Gewerkschaft für Beschäftigte im Tertiären Bildungswesen in Neuseeland.

## Geschichte
Die Tertiary Education Union – Te Hautu Kahurangi entstand 2009 durch den Zusammenschluss der beiden Gewerkschaften Association of University Staff of New Zealand (AUS) und Association of Staff in Tertiary Education (ASTE).
Die Association of University Staff of New Zealand (AUS) ihrerseits wurde 1923 als Association of University Teachers of New Zealand (AUT) gegründet fusionierte am 1. Juli 1989 mit der Association of New Zealand University Library Staff und am 1. Juli 1992 mit der New Zealand University Technicians Union, woraus dann die Association of University Staff of New Zealand (AUS) entstand.
Die Association of Staff in Tertiary Education hingegen ging auf die Gründung der Association of Teachers in Technical Institutes (ATTI) im Jahr 1960 zurück. Mitte der 1980er Jahre änderte die Gewerkschaft ihren Namen in New Zealand Association of Polytechnic Teachers (NZAPT) und schloss sich 1998 mit der Teacher Colleges Association zur Association of Staff in Tertiary Education (ASTE) zusammen.

## Gewerkschaft
Die Gewerkschaft, mit ihrem Sitz in Wellington, verfügt über 14. Zweigstellen im gesamten Land, von denen acht den Universitäten des Landes zugeordnet sind. Sie setzt sich für eine tertiäres Bildungssystem im Land ein, das auf einem Bezug zum Te Tiriti o Waitangi beruht und sich in öffentlicher Hand befindet. Auch der Zugang für alle Neuseeländer zum tertiäres Bildungssystem und dass es auf die Bedürfnisse der Lernenden abgestimmt ist, gehört mit zu den Forderungen der Gewerkschaft.